# Chilopionea postcuneifera
Chilopionea és un gènere d'arnes de la família Crambidae. Conté només una espècie, Chilopionea postcuneifera, que es troba al Perú.